# 幾分鐘的約會
《幾分鐘的約會》是香港歌手陳百強的第三張粵語大碟，也是他加盟華納唱片後的首張專輯。此專輯收錄了陳百強其中一首最著名的勵志代表作《喝采》以及講述地鐵相遇的經典名曲《幾分鐘的約會》，而純真的《快樂醜小鴨》及激勵的《飛出去》亦是相當受歡迎的歌曲。此唱片於1980年12月由華納推出。

## 製作背景
1980年4月底，在經理人譚國基的秘密操作下，陳百強與華納簽約兩年，合約在1980年11月1日開始生效。
《喝采》是陳百強首次擔任主角的富山電影《喝采》的主題曲，此電影於1980年10月2日至10月15日上映，監制陳欣健，導演蔡繼光，編劇鄭丹瑞和文雋，配樂鮑比達，主演為陳百強（飾阿Ken）、張國榮、翁靜晶、鐘保羅等。陳百強特別為此片創作了主題曲《鼓舞》並於片中自彈自唱。
1980年12月，陳百強加盟華納唱片後的首張大碟《幾分鐘的約會》推出，為了藉助電影宣傳，唱片監製譚國基將當中收錄的主打歌《鼓舞》更名為《喝采》。
鄭國江在2008年商台「有誰共鳴」節目中透露接到《喝采》曲譜時的情景：「我記得有一場戲是在陳欣健家裡拍的，我在他家裡接到這首歌，看到陳百強和翁靜晶在那拍戲，看完那場戲后我就接了這首歌回家寫。我知道戲里面的內容是有一個患了重癥的女孩要去接受治療，那個掙扎的過程。。。陳百強是要鼓勵她去（接受治療）的。」
鄭國江在2023年電影《喝采》4K版首映禮上透露了更多的收曲細節︰「記得陳欣健先交一首旋律給我，當時相約在片場交收，那是我第一次見到Danny，那年頭做歌手的都有相當的資歷，他相對非常年輕，同場又見到翁靜晶，甚麼是金童玉女，就是這種。」
鄭國江亦同時透露了《喝采》的歌詞由來：「我知道首歌會用於鼓勵翁靜晶，在戲中接受一個大手術，所以很快就想到大概的方向，也很快就完成並相約陳欣健在TVB錄影廠交收。當時他很忙，我要在另一個錄影廠等他，而就在這段時間，一直在審視自己這份歌詞，看看有沒有更適合的詞彙可以替換，最終給我想到兩句『將一聲聲嘆息，化作生命力』，我覺得這兩句完完全全符合整個主題，有了這兩句自己已非常滿意，於是不理陳欣健在隔籬廠是否已拍完，放下歌詞便走了。」
《幾分鐘的約會》的歌詞概念是來自譚國基，而歌曲開首的「各位搭客請注意，往中環嘅列車即將到站，請勿超越黃線……」是當時剛通車的香港地鐵的月台廣播。香港地鐵於1979年9月30日開始通車，由觀塘站通往石硖尾站，並於1980年2月12日開通由金鍾站通往中環站的路線。
《幾分鐘的約會》作曲者陳德堅Kenneth Chan是電子琴高手兼導師，曾於通利音樂基金會工作並曾多次擔任電子琴大賽評判及Yamaha音樂試考官。
《幾分鐘的約會》是陳百強首張灌錄於雄視錄音室Topmost Studio的唱片，此錄音室建成於1978年末，位於窩打老道，老板是毛舜筠的父親毛耀燊Thomas Mo。後來的《失業生》電影亦曾於此錄音室取景拍攝。

## 迴響
《喝采》獲得港台「中文歌曲龍虎榜」1981年第1周冠軍。
由於有著激勵人心的歌詞及旋律，《喝采》已被公認為香港最著名的勵志歌之一。
陳慧嫻在2008年「活出生命II」演唱會中演唱《喝采》後透露陳百強是她中學時期的偶像，電影《喝采》亦是她唯一一部翹課去看的戲。
鄭秀文曾在2021年的「Listen to Mi Birthday Gig」音樂會中透露《喝采》在她心目中有著獨特的地位：
「我不是一個卡拉OK的常客，但如果有機會去我時常都會選這首歌來唱。為什麼呢？其實我覺得每個人在生命中都會遇到很多挫折和困難，但我時常都覺得要擁抱著一顆懂得喝彩的心，時時都在心裡為自己打氣。而當你有能力、有力量的時候，也時時為你身邊的人打氣。希望在這首歌的歌詞里面你們都可以找到一些很鼓舞的力量。」
《幾分鐘的約會》後來亦成為香港地鐵的代表性歌曲，『地下鐵碰著她，好比心中女神進入夢。』至今仍是幾乎人所儘知的一句歌詞。
小美曾在2013年的報章專欄中透露她對《幾分鐘的約會》的感覺：
無可否認，Danny當年絕對是我們學生族群心中的情歌王子，差不多大部份女生都迷倒過他的《幾分鐘的約會》，哼着「地下鐵碰着她，好比心中女神進入夢！」幻想自己可以在地下鐵內碰上一個瀟灑有型的「陳百強」，發過同樣的荳芽夢。因此後來可以和Danny認識及合作，又真的有點如幻似真的快樂！

## 衍伸
1981年，陳百強為香港地鐵拍了一個「地鐵小童及學童車票」廣告。
1981年，電影《失業生》採用了《幾分鐘的約會》作為插曲。
1981年，費玉清將《飛出去》、《紀念冊》及《失業生》改編成國語版歌曲《飛出去》、《夏日幾時來》和《畢業生》，三者皆由靈漪填詞，收錄於由東尼機構（新加坡王振敬有限公司）推出的《送你一把泥土》專輯。
1984年，在洛杉磯奧運會期間，中國女排隊曾合唱《喝采》（陳百強的姐姐陳小儀當時在現場）。
1987年，陳百強將《我愛白雲》改編為《夢裡人》，收錄於《夢裡人》專輯。
1992年，邰正宵將《喝采》改編為國語版歌曲《為我喝采》，與蔡幸娟合唱，作詞藍樓，收錄於邰正宵《為我喝采》專輯。
1997年，由梁詠琪及陳曉東主演的賣座電影《初戀無限Touch》採用了梁詠琪翻唱的《幾分鐘的約會》作為插曲，不少新一代歌迷由此認識了此曲。
2007年,《喝采》曲譜被列入香港中學音樂課教材。 
2007年，香港電影《破事兒》中的「大頭阿慧」故事中採用了《喝采》作為插曲。
2015年，香港賣座兼感人電影《五個小孩的校長》採用了《喝采》作為插曲。
2016年，名字取自《喝采》的「為你喝采陳百強歌迷會」正式成立。
2018年，周勵淇及袁偉豪在《100% Niki》節目中模仿1981年電影《失業生》中的場景及造型，重新翻拍了一個《幾分鐘的約會2018版》音樂錄影帶。 
2024年，港鐵45周年宣傳短片採用了張敬軒翻唱、並經修改的《幾分鐘的約會》作為主題曲，並邀請其於相關慶祝活動中現場翻唱。

## 曲目
| 曲序     | 曲目                       |          | 作曲                  | 编曲         | 备注 | 时长  |
| -------- | -------------------------- | -------- | --------------------- | ------------ | --- | ----- |
| 1.       | 喝采（電影《喝采》主題曲） | 鄭國江   | 陳百強                | Chris Babida | 第一主打 又名《鼓舞》 電影《喝采》於1980年10月2日至10月15日上映，陳百強（飾Ken）為第一男主角。 同曲異詞有邰正宵 · 蔡幸娟合唱的《為我喝采》（國語，作詞：藍樓） | 3:28  |
| 2.       | 飛出去                     | 鄭國江   | 陳百強                | 梁兆基       | 同曲異詞有費玉清的《飛出去》（國語） | 3:08  |
| 3.       | 我愛白雲                   | 湯正川   | 陳百強                | Dave Packer  | 同曲異詞/編有《夢裡人》，收錄於陳百強的《夢裡人》專輯 | 3:59  |
| 4.       | 紀念冊                     | 鄭國江   | 陳百強                | 梁兆基       | 同曲異詞有費玉清的《夏日幾時來》（國語） | 3:18  |
| 5.       | 失業生                     | 鄭國江   | 英國民謠              | 梁兆基       | 改編自Simon & Garfunkel的《Scarborough Fair / Canticle》 《Scarborough Fair》原是一首英國民謠老歌（雛形起於1650年左右），後經Mark Anderson於1947年整理成了現代版曲譜與歌詞，Simon & Garfunkel於1966年出版時基本沿用了之前已有的旋律與歌詞。 同曲異詞有費玉清的《畢業生》（國語） | 3:00  |
| 6.       | 夏日的懷念                 | 鄭國江   | Simon May             | 梁兆基       | 改編自Simon May的《The Summer of My Life》 | 4:20  |
| 7.       | 幾分鐘的約會               | 鄭國江   | 陳德堅                | Dave Packer  | 第二主打 創作意念來自當時剛開始通車不久的香港地鐵 陳德堅又名Kenneth Chan | 3:00  |
| 8.       | 人在雨中                   | 鄭國江   | 宇崎竜童              | 梁兆基       | 改編自五木ひろし(五木宏)的《蟬時雨》 同曲異詞有張偉文的《荔枝花開》（詞:鄭國江，編:黎小田） | 4:12  |
| 9.       | 快樂的醜小鴨               | 鄭國江   | 陳百強                | Dave Packer  | | 2:59  |
| 10.      | 但願人長久                 | 鄭國江   | Danny Hice Chip Hardy | 梁兆基       | 改編自Dionne Warwick的《Feeling Old Feelings》 | 3:57  |
| 11.      | 走到街上                   | 鄭國江   | 陳德堅                | 芳風源       | | 2:21  |
| 12.      | 失業生 (音樂)              | —        | 英國民謠              | 梁兆基       | | 3:00  |
| 总时长： | 总时长：                   | 总时长： | 总时长：              | 总时长：     | 总时长： | 40:42 |

## 感謝詞
陳百強在唱片中寫下了這一段感謝詞：
My very special thanks:
KK – for his patient devotion and direction
Kenneth – for his beautiful compositions
Ah Ming – for his endless artistic talents
Johnny and May – for their expressive photograph
MY FATHER – for his love and encouragement
and all my friends, including those that I have not yet met, without whose support this album would not be possible.

## 製作人員
- 監制：譚國基
- 錄音：Tom Brown、黃祖輝
- 錄音室：雄視錄音室Topmost Studio
- 攝影：辜滄石Johnny Koo
- 封套設計：Tony C. W. Yuen

## 派台成績
| 歌曲 | 港台 中文歌曲龍虎榜 |
| ---- | ------------------- |
| 喝采 | 1▲                  |

▲1981年第一周

## 獎項
- 1981年度香港金唱片頒獎典禮

- 「白金唱片」：《喝采》

## 另見
- 電影《喝采》
- 歌曲《喝采》